# Sven Thofelt
Sven Alfred Thofelt (Estocolmo, 19 de mayo de 1904-Djursholm, 1 de febrero de 1993) fue un deportista sueco que compitió en pentatlón moderno y esgrima.
Participó en cuatro Juegos Olímpicos de Verano entre los años 1928 y 1948, obteniendo en total tres medallas, oro en pentatlón moderno y plata y bronce en esgrima. Ganó seis medallas en el Campeonato Mundial de Esgrima entre los años 1931 y 1947.

## Palmarés internacional
| Juegos Olímpicos | Juegos Olímpicos         | Juegos Olímpicos | Juegos Olímpicos |
| Año              | Lugar                    | Medalla          | Prueba           |
| ---------------- | ------------------------ | ---------------- | ---------------- |
| 1928             | Ámsterdam (Países Bajos) | Medalla de oro   | Individual       |

| Juegos Olímpicos   | Juegos Olímpicos          | Juegos Olímpicos  | Juegos Olímpicos   |
| Año                | Lugar                     | Medalla           | Prueba             |
| ------------------ | ------------------------- | ----------------- | ------------------ |
| 1936               | Berlín (Alemania)         | Medalla de plata  | Espada por equipos |
| 1948               | Londres (Reino Unido)     | Medalla de bronce | Espada por equipos |
| Campeonato Mundial |                           |                   |                    |
| Año                | Lugar                     | Medalla           | Prueba             |
| 1931               | Viena (Austria)           | Medalla de bronce | Espada por equipos |
| 1933               | Budapest (Hungría)        | Medalla de bronce | Espada por equipos |
| 1934               | Varsovia (Polonia)        | Medalla de bronce | Espada por equipos |
| 1937               | París (Francia)           | Medalla de bronce | Espada por equipos |
| 1938               | Pieštany (Checoslovaquia) | Medalla de plata  | Espada por equipos |
| 1947               | Lisboa (Portugal)         | Medalla de plata  | Espada por equipos |